# Tivadar Soros
Tivadar Soros (în esperanto Teodoro Ŝvarc; născut Theodor Schvartz; n. 1894, Budapesta, Austro-Ungaria – d. 22 februarie 1968, New York City, New York, SUA) a fost un avocat, scriitor, jurnalist și esperantist maghiar. Este probabil cel mai bine cunoscut ca tată al omului de afaceri, investitorului și filantropului George Soros și al inginerului Paul Soros.

## Biografie
S-a născut în 1893 la Budapesta în familia cu zece copii a lui Mór Schvartz și Berta Mayer și a primit numele Theodor Schvartz. Părinții săi dețineau un magazin mixt. Theodor a absolvit Colegiul din Sárospatak și apoi a studiat dreptul la Universitatea din Heidelberg.
La începerea Primului Război Mondial Theodor Schvartz a fost mobilizat în Armata Austro-Ungară. În timpul cât s-a aflat pe Frontul de est a descoperit limba esperanto, pe care a învățat-o de la soldatul Pál Balkányi (1894-1977). Ulterior a fost capturat de ruși și a fost ani de zile prizonier de război într-un lagăr militar de la Habarovsk (Siberia), până când a evadat în 1920. A ajuns la Irkuțk, unde a fost ales conducătorul Alianței Esperantiste, a străbătut zonele muntoase de la nordul fluviului Amur și a sosit apoi la Moscova unde a fost internat o vreme într-un lagăr de foști prizonieri și a contribuit la fondarea primei asociații esperantiste din oraș.
Întors la Budapesta, a fondat, împreună cu Kálmán Kalocsay, Gyula Baghy și Pál Balkányi, revista literară în limba esperanto Literatura Mondo („Lumea literară”) în octombrie 1922 și a redactat-o până în 1924, furnizându-i sprijin financiar. A scris, de asemenea, într-un stil simplist micul roman cu caracter autobiografic Modernaj Robinzonoj (1923), în care a prezentat experiența siberiană a micului grup de prizonieri de război, care evadaseră din lagăr și se îndreptau către Ungaria. A folosit uneori pseudonimul Teo Melas (cuvântul grecesc melas și cuvântul german schwarz sunt sinonime și înseamnă negru). La 14 aprilie 1924 s-a căsătorit la Budapesta cu verișoara sa, Erzsébet Szücs, fiica lui Móric Szücs și a Irmei Brust. Cuplul a avut doi copii: Pál (1926–2013) și György (1930).
Limba esperanto a ocupat un rol important în viața lui. Apartamentul din Budapesta al familiei Soros, în care se vorbea esperanto, a fost frecventat în anii 1930-1940 de poeți și de alți iubitori ai acestei limbi. În anul 1936 Theodor Schvartz a schimbat numele familiei din Schvartz în Soros (= se va ridica, se va înălța - în limba esperanto), ca răspuns la creșterea antisemitismului odată cu ascensiunea la putere a organizațiilor fasciste. Fiul lui Tivadar, investitorul George Soros, care a povestit că esperanto era pentru el ca o limbă maternă, considera că această viață plină de aventuri pe care a dus-o Tivadar Soros până la sosirea naziștilor în Budapesta nu a fost decât o pregătire pentru cea mai mare provocare pe care a trăit-o: lupta contra invadatorilor naziști. Acest moment este, în opinia fiului său, perioada cea mai eroică din viața sa, în care a trebuit să-și folosească întreaga experiență și toate cunoștințele dobândite în cursul deceniilor anterioare pentru a supraviețui și a triumfa.
În 1947 Tivadar Soros a reușit să obțină o invitație la al 32-lea Congres Mondial al Limbii Esperanto de la Berna pentru fiul său, György, care a călătorit în străinătate și s-a stabilit în Anglia. În 1949 el și-a întrerupt cariera juridică și a început să predea limba rusă. În 1956 a reușit să părăsească Ungaria, împreună cu soția sa, Erzsébet. Au plănuit inițial să se stabilească la Viena, dar au decis apoi să meargă la New York. Tivadar Soros a murit acolo în 1968, iar soția sa i-a supraviețuit încă 20 de ani.
Un al doilea roman autobiografic în limba esperanto, Maskerado ĉirkaŭ la morto (Bal mascat în jurul morții), publicat în Insulele Canare în 1965, relatează experiența sa din timpul ocupației naziste a Budapestei. Maskerado a fost tradus în limbile engleză, rusă, germană, turcă și maghiară. Ediția engleză a cărții, intitulată Dancing around Death in Nazi Hungary și tradusă de Humphrey Tonkin, conține numeroase note și a fost publicată în Marea Britanie în 2000 și în Statele Unite ale Americii în 2001, cu un cuvânt înainte scris de Paul și George Soros.
Geoffrey Sutton, autorul unei enciclopedii succinte a literaturii esperanto, afirma că „Soros nu este autor al unei proze excepționale. Meritul scrierilor sale constă în principal în relatarea experiențelor extraordinare ale unei vieți extraordinare”.

## Scrieri
- Modernaj Robinzonoj: En la Siberia Praarbaro (Robinsoni moderni: în pădurea siberiană), roman autobiografic, 1923; ed. a II-a, 1999.
- Maskerado ĉirkaŭ la morto: Nazimondo en Hungarujo (Bal mascat în jurul morții: lumea nazistă din Ungaria), roman autobiografic, 1965; ed. a II-a, 2002.

## Legături externe
- Review of Modern Robinsons
- Description of Maskerado book
- eo  Théodore Schwartz dans une page sur la littérature originale en espéranto
- eo  Prefaco por Kaoso en Budapeŝto Arhivat în 11 martie 2007, la Wayback Machine. de Humphrey Tonkin
- eo  Robinzonoj Arhivat în 6 decembrie 2003, la Wayback Machine. (Robinson).